# ТЕС Гранаділла
ТЕС Гранаділла – теплова електростанція на іспанському острові Тенерифе.
В 1990 році на майданчику станції запустили встановлену на роботу у відкритому циклі газову турбіну потужністю 38 МВт, що призначалась для покриття пікових навантажень. 
В 1991-му ТЕС підсилили двома генераторними утсановками на основі двигунів внутрішнього згоряння потужністю по 24 МВт.
У 1995-му ввели в дію дві конденсаційні парові турбіни з показниками по 80 МВт.
У 2001 році стала до ладу ще одна призначена для роботи у відкритому циклі газова турбіна потужністю 42 МВт.
В 2003 – 2005 роках ввели в дію парогазовий блок комбінованого циклу потужністю 226 МВт, в якому дві газові турбіні потужністю по 75,5 МВт живлять через відповідну кількість котлів-утилізаторів одну парову турбіну з показником 75 МВт.
У 2009 – 2010 роках став до ладу ще один парогазовий блок потужністю 235 МВт, в якому дві газові турбіні потужністю по 78,4 МВт живлять через відповідну кількість котлів-утилізаторів одну парову турбіну з показником 78,4 МВт.
Наразі ТЕС Гранаділла споживає нафтопродукти, для зберігання яких створено резервуарний парк, що, зокрема, включає 2 резервуари об’ємом по 13 тис м3 та 1 один резервуар об’ємом 7 тис м3. За умови появи на острові джерела природного газу парогазові блоки можуть перейти на це паливо.
Видалення продуктів згоряння відбувається через численні димарі, зокрема, один заввишки 118 метрів для конденсаційних турбін, один заввишки 48 метрів для дизель-генераторних установок, чотири висотою по 25 метрів для кожної з газових турбін парогазових блоків. 
Для охолодження використовують морську воду.
Видача продукції відбувається ппід напругою 220 кВ та 66 кВ.